# John Lucero
John Albert Luis Solis Lucero (* 1. Dezember 2003 in Brighton) ist ein philippinisch-englischer Fußballspieler.

## Karriere

### Verein
John Lucero erlernte das Fußballspielen in der Jugendmannschaft von Brighton & Hove Albion im englischen Brighton and Hove. Seinen ersten Vertrag unterschrieb er am 1. Juli 2022 beim unterklassigen Worthing FC in Worthing in der Grafschaft West Sussex. Von Worthing wurde er an das Azkals Development Team auf den Philippinen und den unterklassigen englischen Verein Newhaven FC verliehen. Im August 2024 wechselte er zum philippinischen Erstligisten Cebu FC. Für den Verein aus Cebu bestritt er sechs Ligaspiele. Im Januar 2025 zog es ihn nach Thailand. Hier unterschrieb er in Rayong einen Vertrag beim Erstligisten Rayong FC. Nach 13 Ligaspielen wurde sein Vertrag im Sommer 2025 in Rayong nicht verlängert. Nach 13 Ligaspielen wechselte er im Sommer 2025 in die erste Liga. Hier unterschrieb er in Kanchanaburi einen Vertrag beim Erstligaaufsteiger Kanchanaburi Power FC.

### Nationalmannschaft
John Lucero spielte 2023 zweimal für die philippinische U22-Nationalmannschaft und fünfmal für die U23. Sein Debüt in der philippinischen Nationalmannschaft gab er am 24. März 2023 in einem Freundschaftsspiel gegen Kuwait. Bei der 2:0-Niederlange im Jaber al-Ahmad International Stadium in Ardiya wurde er in der 78. Minute für Santiago Rublico eingewechselt.